# Glyptothrips claviger
Glyptothrips claviger är en insektsart som först beskrevs av Ian A. Hood 1941.  Glyptothrips claviger ingår i släktet Glyptothrips och familjen rörtripsar. Inga underarter finns listade i Catalogue of Life.